# Alexander Barta
Alexander Barta (* 2. Februar 1983 in Berlin) ist ein ehemaliger deutscher Eishockeyspieler und derzeitiger -funktionär, der im Verlauf seiner aktiven Karriere zwischen 2000 und 2023 unter anderem 1.010 Spiele für die Eisbären Berlin, Hamburg Freezers, den EHC Red Bull München, ERC Ingolstadt und die Düsseldorfer EG in der Deutschen Eishockey Liga (DEL) auf der Position des Centers bestritten hat. Mit den Eisbären Berlin gewann Barta, der auch zwei Jahre in Schweden aktiv war, im Jahr 2005 die Deutsche Meisterschaft.

## Karriere
Barta begann seine Karriere bei den Eisbären Juniors Berlin, wo er die Jugendmannschaften durchlief und schließlich für das DNL-Team und die Oberliga-Mannschaft spielte. In der Saison 2001/02 erhielt der Center erste Einsätze in der DEL-Mannschaft der Eisbären Berlin und etablierte sich so schnell in der höchsten Spielklasse, dass er im folgenden Jahr nur noch wenige Spiele beim Förderlizenzpartner EC Bad Nauheim absolvierte. In den anschließenden Spielzeiten kam der Rechtsschütze ausschließlich in der DEL zum Einsatz und verbesserte seine Scoringquote kontinuierlich. Nach dem Gewinn der Deutschen Meisterschaft mit den Berlinern am Ende der Saison 2004/05 wechselte der Angreifer zu den Hamburg Freezers, mit denen er in der Spielzeit 2005/06 im Play-off-Viertelfinale ausschied. Ab dem 6. Dezember 2006 war Barta Kapitän der Freezers. Am 15. März 2011, nachdem die Mannschaft die Playoffs verpasst hatte, wurde sein Kontrakt bei den Hamburgern vorzeitig aufgelöst. Im Juni 2011 unterzeichnete der Mittelstürmer einen Vertrag für die Saison 2011/12 bei den Malmö Redhawks aus der schwedischen HockeyAllsvenskan. Im April 2012 wechselte Barta aus der zweithöchsten schwedischen Liga zu Rögle BK in die höchste Spielklasse, die Elitserien.

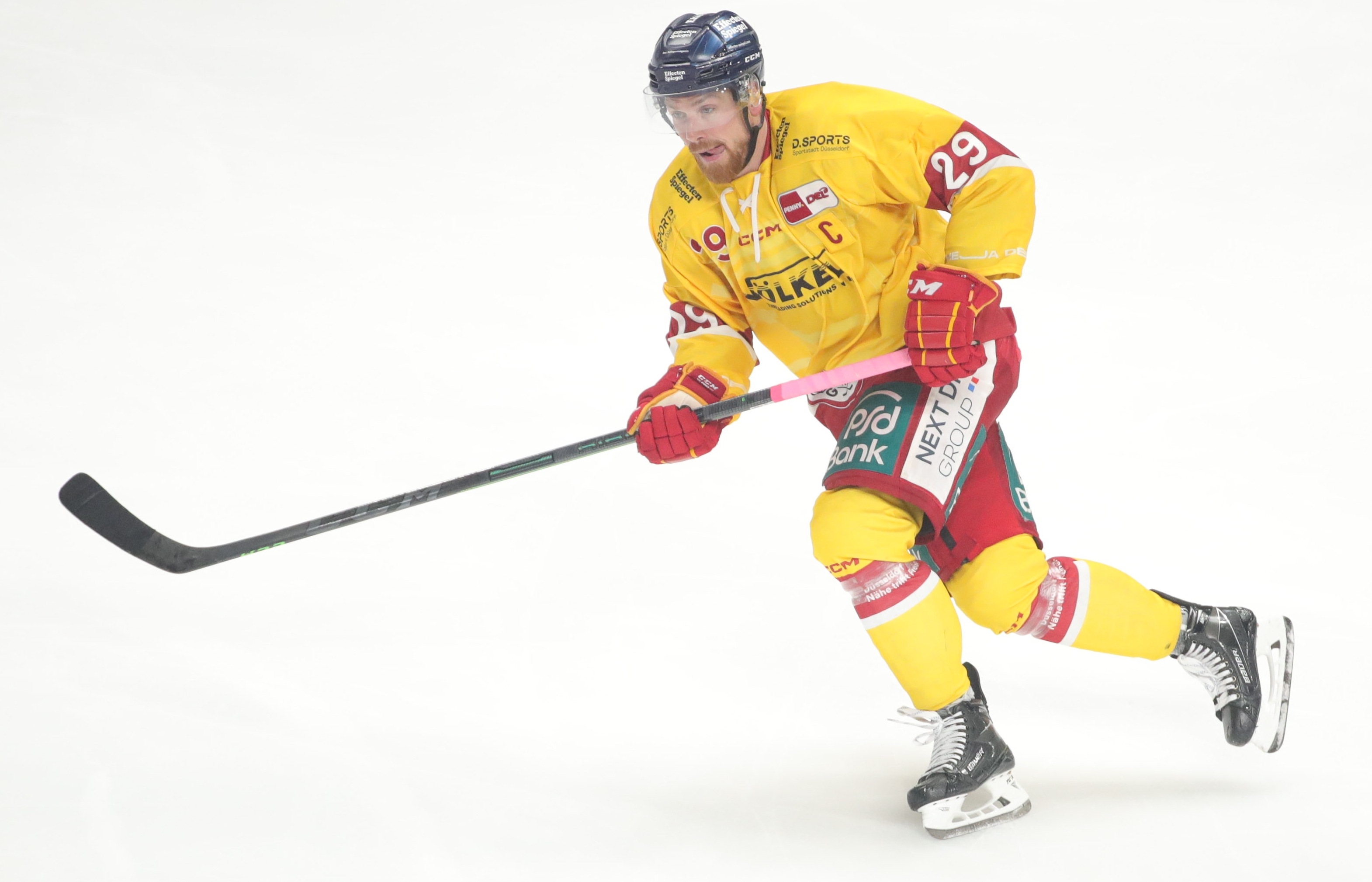
Barta im Trikot der Düsseldorfer EG (2022)

Zur Saison 2013/14 kehrte Barta nach zwei Spielzeiten in Schweden nach Deutschland zurück und schloss sich dem EHC Red Bull München aus der DEL an. Bei den Münchnern, bei denen durch den Eigentümerwechsel eine mannschaftliche Neuorientierung stattgefunden hatte, erreichte er in seiner Premierensaison 49 Scorerpunkte und war damit der punktbeste Spieler seines Teams. Barta hatte in München einen Zweijahresvertrag unterzeichnet, der im Anschluss an die Saison 2014/15 nicht verlängert wurde. Schon im Januar 2015 wurde der Wechsel zum Ligakonkurrenten ERC Ingolstadt in der folgenden Saison 2015/16 bekannt, nachdem Alexander Barta in seinem zweiten Jahr in München nicht mehr an die Erfolge in der Vorsaison anknüpfen konnte.
Barta löste seinen Vertrag mit Ingolstadt im Anschluss an die Saison 2015/16 auf und wechselte innerhalb der DEL zur Düsseldorfer EG. Dort unterzeichnete er im Mai 2016 einen Dreijahresvertrag. Nachdem er in seiner ersten Saison für die Rheinländer mit zwölf Punkten nicht die Erwartungen erfüllt hatte, wurde er in der Folgesaison 2017/18 mit 40 Punkten erfolgreichster Scorer seines Teams und war mit 25 Toren hinter Brooks Macek zweitbester Torschütze der DEL in der Hauptrunde. In der Folgesaison wurde Barta zum Kapitän ernannt, führte die erste Sturmformation an, spielte mit 46 Punkten (15 Tore) aus 49 Spielen erneut eine starke Saison und wurde mit seiner Mannschaft Sechster nach der Hauptrunde. In den Playoffs kam seine Mannschaft aber nicht über das Viertelfinale hinaus. Am 29. November 2019 erzielte Barta im Derby gegen die Kölner Haie seinen 500. Scorerpunkt in der DEL. Die Hauptrunde 2019/20 schloss er mit 34 Scorerpunkten, darunter neun Tore, aus 51 Spielen ab. Am 19. November 2021 bestritt Barta seine 900. DEL-Partie. Am 26. Februar 2023 folgte dann das 1.000 DEL-Spiel von Alexander Barta. Er war somit der zehnte Spieler, der diese Marke erreichte. Am Ende der Saison 2022/23 beendete der 40-Jährige seine aktive Karriere. Anschließend wechselte er in den Trainerstab der DEG, wo er zuletzt bis zum Ende der Saison 2023/24 als Assistenztrainer tätig war. Barta ist seit der Spielzeit 2024/25 als Sportmanager beim Düsseldorfer Traditionsverein tätig.

### International
Barta spielte bei der Junioren-Weltmeisterschaft 2003 sein erstes Turnier für eine Auswahl des Deutschen Eishockey-Bundes. Sein Turnier-Debüt in der A-Nationalmannschaft gab der Angreifer im Jahr 2005, als er mit dem Team bei der diesjährigen Weltmeisterschaft abstieg. Ein Jahr später gehörte Barta zur Mannschaft bei der Weltmeisterschaft der Division I im französischen Amiens, wo der direkte Wiederaufstieg gelang.
Im Februar 2015 gab Alexander Barta seinen Rücktritt aus der Nationalmannschaft bekannt. Im Zeitraum von 2004 bis 2014 hatte er in 152 Spielen für die DEB-Auswahl 61 Scorerpunkte (24 Tore, 37 Vorlagen) erzielt und an acht Weltmeisterschaften und den Olympischen Winterspielen 2006 in Turin teilgenommen.

## Erfolge und Auszeichnungen
| - 2004 Deutscher Vizemeister mit den Eisbären Berlin - 2005 Teilnahme am DEL All-Star Game - 2005 Deutscher Meister mit den Eisbären Berlin | - 2006 Teilnahme am DEL All-Star Game - 2007 Teilnahme am DEL All-Star Game - 2008 Teilnahme am DEL All-Star Game |

### International
- 2006 Aufstieg in die Top-Division bei der Weltmeisterschaft der Division I

## Karrierestatistik

### International
Vertrat Deutschland bei:
| - World U-17 Hockey Challenge 2000 - U20-Junioren-Weltmeisterschaft 2003 - Weltmeisterschaft 2005 - Olympischen Winterspielen 2006 - Weltmeisterschaft der Division I 2006 - Weltmeisterschaft 2007 - Qualifikationsturnier für die Olympischen Winterspiele 2010 | - Weltmeisterschaft 2009 - Weltmeisterschaft 2010 - Weltmeisterschaft 2011 - Weltmeisterschaft 2012 - Qualifikationsturnier für die Olympischen Winterspiele 2014 - Weltmeisterschaft 2014 |

(Legende zur Spielerstatistik: Sp oder GP = absolvierte Spiele; T oder G = erzielte Tore; V oder A = erzielte Assists; Pkt oder Pts = erzielte Scorerpunkte; SM oder PIM = erhaltene Strafminuten; +/− = Plus/Minus-Bilanz; PP = erzielte Überzahltore; SH = erzielte Unterzahltore; GW = erzielte Siegtore; 1 Play-downs/Relegation; Kursiv: Statistik nicht vollständig)